# Herbert (Schiff, 1893)
Herbert war der Name eines Fahrgastschiffes, das lange auf den Berliner Gewässern im Einsatz war.

## Geschichte
1893 wurden die beiden Schiffe Erft und Düssel unter den Baunummern 60 und 61 auf Georg Seebecks Werft in Geestemünde gebaut. Ab 1896 fuhren beide Schiffe als Fähren für die Rheinische Bahngesellschaft in Düsseldorf. Zu dieser Zeit wurden sie noch von Dampfmaschinen mit einer Leistung von 140 PSi angetrieben. Die Erft durfte damals maximal 92 Personen befördern. 1925 wurden die Düssel und die Erft durch zwei gleichnamige Motorschiffe ersetzt, die (Stand: Juni 2022) noch als Danuvia und Neptun in Ungarn existieren. Die alte Erft wurde an die Gebrüder Bathke in Spandau verkauft und auf den Namen Karl Erwin umgetauft. Sie wurde zeitweise als Schlepper genutzt; unter Berufung auf G. Meyers Publikation Binnenschiffe zwischen Elbe und Oder, Ostsee und der sächsischen Schweiz wird im Binnenschifferforum außerdem mitgeteilt, dass das Schiff zeitweise an die SHDG Stern verchartert und mitunter auch bei der Reederei David in Berlin im Einsatz war. Letzteres erwähnt auch Kurt Groggert: Die Reederei David, die ab 1924 auch Personenschifffahrt betrieben habe, habe zwar auch eigene Schiffe besessen, aber bis 1939 stets zusätzlich auch gecharterte Schiffe genutzt. Groggert zählt eine ganze Reihe von diesen Schiffen auf, darunter auch den Dampfer Herbert. An anderer Stelle erläutert er: „Die Reederei Bathke setzte Anfang der dreißiger Jahre ihre Dampfer »Apollo«, »Herbert« und das Motorschiff »La Paloma« in einer Fahrgemeinschaft mit der Reederei David ein.“
Ab 1931 fuhr das Schiff, nun unter dem Namen Herbert, für Otto Bathke. Nach dem Ende des Zweiten Weltkriegs befand sich der Dampfer in der sowjetischen Besatzungszone, fuhr aber anfangs auch noch in West-Berlin. Ab 1949 war er in der DDR beheimatet. 1949 befand sich das Schiff in Privatbesitz. Es trug die Nationale Schiffskennung 3-308. Laut Binnenschifferforum war das Schiff 1949 zeitweise in Pacht bei Paula Bruchmüller in Spandau.
Wann genau Herbert einen Dieselmotor erhielt, scheint nicht bekannt zu sein. Als Motorschiff durfte die ehemalige Fähre laut Gieslers Aufzeichnungen deutlich mehr Fahrgäste befördern als vorher, nämlich 200. Herbert steuerte in der Nachkriegszeit vor allem Ziele an der Oberspree an, während in der Vorkriegszeit eher die Havel das Fahrgebiet des Schiffes ausgemacht hatte.
Für das Jahr 1957 verzeichnet Giesler den Wechsel der Nationalen Schiffskennung. Das Schiff trug jetzt die Registriernummer P-584. Im Juni 1964 wurde Herbert aus dem Schiffsregister gelöscht und anschließend wohl abgewrackt.
Von dem Maler Gustav Wunderwald soll Herbert auf einem Ölgemälde verewigt worden sein.
Auch Herberts Schwesterschiff endete in Berlin. Laut Uwe Giesler gehörte die Düssel anfangs einem „Herrn Cretschmar“, machte dann zahlreiche Eignerwechsel in Düsseldorf durch und gelangte 1935 als Apollo ebenfalls zu Otto Bathke nach Berlin, um schließlich als Gaststättenschiff Santa Cruz im Plötzenseer Kolk festgemacht zu werden.